# Liste der Schwimmeuroparekorde
Schwimmeuroparekorde sind die, bis zu diesem Zeitpunkt, besten von europäischen Schwimmern auf den jeweiligen Strecken geschwommenen Zeiten. Sie werden vom europäischen Schwimmverband LEN anerkannt. Mit Einführung der Rekorde für Mixed-Staffeln im Jahr 2013 werden 90 Europarekorde geführt (jeweils 43 für Männer und für Frauen, 4 für Mixed-Staffeln), davon sind 42 Langbahneuroparekorde (50-Meter-Bahn) und 48 Kurzbahneuroparekorde (25-Meter-Bahn).

## Langbahneuroparekorde Männer
| Disziplin           | Sportler                                               | Nation          | Zeit     | Datum         | Ort         | Historie |
| ------------------- | ------------------------------------------------------ | --------------- | -------- | ------------- | ----------- | -------- |
| 50 m Freistil       | Frédérick Bousquet                                     | Frankreich      | 00:20,94 | 26. Apr. 2009 | Montpellier | Historie |
| 100 m Freistil      | David Popovici                                         | Rumänien        | 00:46,51 | 31. Juli 2025 | Singapur    | Historie |
| 200 m Freistil      | Paul Biedermann                                        | Deutschland     | 01:42,00 | 28. Juli 2009 | Rom         | Historie |
| 400 m Freistil      | Lukas Märtens                                          | Deutschland     | 03:39,96 | 12. Apr. 2025 | Stockholm   | Historie |
| 800 m Freistil      | Sven Schwarz                                           | Deutschland     | 07:38,12 | 2. Mai 2025   | Berlin      | Historie |
| 1500 m Freistil     | Gregorio Paltrinieri                                   | Italien         | 14:32,80 | 25. Juni 2022 | Budapest    | Historie |
| 50 m Rücken         | Kliment Kolesnikow                                     | Russland        | 00:23,80 | 18. Mai 2021  | Glasgow     | Historie |
| 100 m Rücken        | Thomas Ceccon                                          | Italien         | 00:51,60 | 20. Juni 2022 | Budapest    | Historie |
| 200 m Rücken        | Jewgeni Rylow                                          | Russland        | 01:53,23 | 8. Apr. 2021  | Kasan       | Historie |
| 50 m Brust          | Adam Peaty                                             | Verein. Königr. | 00:25,95 | 25. Juli 2017 | Budapest    | Historie |
| 100 m Brust         | Adam Peaty                                             | Verein. Königr. | 00:56,88 | 21. Juli 2019 | Gwangju     | Historie |
| 200 m Brust         | Léon Marchand                                          | Frankreich      | 02:05,85 | 31. Juli 2024 | Paris       | Historie |
| 50 m Schmetterling  | Andrij Howorow                                         | Ukraine         | 00:22,27 | 1. Juli 2018  | Rom         | Historie |
| 100 m Schmetterling | Kristóf Milák                                          | Ungarn          | 00:49,68 | 31. Juli 2021 | Tokio       | Historie |
| 200 m Schmetterling | Kristóf Milák                                          | Ungarn          | 01:50,34 | 21. Juni 2022 | Budapest    | Historie |
| 200 m Lagen         | Léon Marchand                                          | Frankreich      | 01:52,69 | 30. Juli 2024 | Singapur    | Historie |
| 400 m Lagen         | Léon Marchand                                          | Frankreich      | 04:02,50 | 23. Juli 2023 | Fukuoka     | Historie |
| 4 × 100 m Freistil  | Leveaux, Gilot, Bousquet, Bernard                      | Frankreich      | 03:08,32 | 11. Aug. 2008 | Peking      | Historie |
| 4 × 200 m Freistil  | Thomas Dean, James Guy, Matthew Richards, Duncan Scott | Verein. Königr. | 06:58,58 | 28. Juli 2021 | Tokio       | Historie |
| 4 × 100 m Lagen     | Lifintsev, Prigoda, Minakov, Kornev                    | Neutral Athlets | 03:26,93 | 3. Aug. 2025  | Singapur    | Historie |

## Langbahneuroparekorde Frauen
| Disziplin           | Sportler                                  | Nation          | Zeit     | Datum         | Ort            | Historie |
| ------------------- | ----------------------------------------- | --------------- | -------- | ------------- | -------------- | -------- |
| 50 m Freistil       | Sarah Sjöström                            | Schweden        | 00:23,61 | 29. Juli 2023 | Fukuoka        | Historie |
| 100 m Freistil      | Sarah Sjöström                            | Schweden        | 00:51,71 | 23. Juli 2017 | Budapest       | Historie |
| 200 m Freistil      | Federica Pellegrini                       | Italien         | 01:52,98 | 29. Juli 2009 | Rom            | Historie |
| 400 m Freistil      | Federica Pellegrini                       | Italien         | 03:59,15 | 26. Juli 2009 | Rom            | Historie |
| 800 m Freistil      | Simona Quadarella                         | Italien         | 08:12,81 | 2. Aug. 2025  | Singapur       | Historie |
| 1500 m Freistil     | Simona Quadarella                         | Italien         | 15:31,79 | 29. Juli 2025 | Singapur       | Historie |
| 50 m Rücken         | Kira Toussaint                            | Niederlande     | 00:27,10 | 10. Apr. 2021 | Eindhoven      | Historie |
| 100 m Rücken        | Kathleen Dawson                           | Verein. Königr. | 00:58,08 | 23. Mai 2021  | Budapest       | Historie |
| 200 m Rücken        | Anastassija Sujewa                        | Russland        | 02:04,94 | 1. Aug. 2009  | Rom            | Historie |
| 50 m Brust          | Rūta Meilutytė                            | Litauen         | 00:29,16 | 30. Juli 2023 | Fukuoka        | Historie |
| 100 m Brust         | Rūta Meilutytė                            | Litauen         | 01:04,35 | 29. Juli 2013 | Barcelona      | Historie |
| 200 m Brust         | Jewgenija Tschikunowa                     | Russland        | 02:17,55 | 21. Apr. 2023 | Kasan          | Historie |
| 50 m Schmetterling  | Sarah Sjöström                            | Schweden        | 00:24,43 | 5. Juli 2014  | Borås          | Historie |
| 100 m Schmetterling | Sarah Sjöström                            | Schweden        | 00:55,48 | 7. Aug. 2016  | Rio de Janeiro | Historie |
| 200 m Schmetterling | Katinka Hosszú                            | Ungarn          | 02:04,27 | 29. Juli 2009 | Rom            | Historie |
| 200 m Lagen         | Katinka Hosszú                            | Ungarn          | 02:06,12 | 3. Aug. 2015  | Kasan          | Historie |
| 400 m Lagen         | Katinka Hosszú                            | Ungarn          | 04:26,36 | 6. Aug. 2016  | Rio de Janeiro | Historie |
| 4 × 100 m Freistil  | Dekker, Kromowidjojo, Heemskerk, Veldhuis | Niederlande     | 03:31,72 | 26. Juli 2009 | Rom            | Historie |
| 4 × 200 m Freistil  | Jackson, Carlin, McClatchey, Adlington    | Verein. Königr. | 07:45,51 | 30. Juli 2009 | Rom            | Historie |
| 4 × 100 m Lagen     | Fessikowa, Jefimowa, Tschimrowa, Popowa   | Russland        | 03:53,38 | 30. Juli 2017 | Budapest       | Historie |

## Langbahneuroparekorde Mixed-Staffeln
| Disziplin          | Sportler                          | Nation          | Zeit     | Datum         | Ort     | Historie |
| ------------------ | --------------------------------- | --------------- | -------- | ------------- | ------- | -------- |
| 4 × 100 m Freistil | Richards, Scott, Hopkin, Anderson | Verein. Königr. | 03:21,68 | 27. Juli 2023 | Fukuoka | Historie |
| 4 × 100 m Lagen    | Dawson, Peaty, Guy, Hopkin        | Verein. Königr. | 03:37,58 | 31. Juli 2021 | Tokio   | Historie |

## Kurzbahneuroparekorde Männer
| Disziplin           | Sportler                                                               | Nation      | Zeit     | Datum         | Ort              | Historie |
| ------------------- | ---------------------------------------------------------------------- | ----------- | -------- | ------------- | ---------------- | -------- |
| 50 m Freistil       | Florent Manaudou                                                       | Frankreich  | 00:20,26 | 5. Dez. 2014  | Doha             | Historie |
| 100 m Freistil      | Amaury Leveaux                                                         | Frankreich  | 00:44,94 | 13. Dez. 2008 | Rijeka           | Historie |
| 200 m Freistil      | Paul Biedermann                                                        | Deutschland | 01:39,37 | 15. Nov. 2009 | Berlin           | Historie |
| 400 m Freistil      | Yannick Agnel                                                          | Frankreich  | 03:32,25 | 15. Nov. 2012 | Angers           | Historie |
| 800 m Freistil      | Gregorio Paltrinieri                                                   | Italien     | 07:27,94 | 7. Nov. 2021  | Kasan            | Historie |
| 1500 m Freistil     | Florian Wellbrock                                                      | Deutschland | 14:06,88 | 21. Dez. 2021 | Abu Dhabi        | Historie |
| 50 m Rücken         | Kliment Kolesnikow                                                     | Russland    | 00:22,11 | 23. Nov. 2022 | Kasan            | Historie |
| 100 m Rücken        | Kliment Kolesnikow                                                     | Russland    | 00:48,58 | 21. Nov. 2020 | Budapest         | Historie |
| 200 m Rücken        | Arkadi Wjattschanin                                                    | Russland    | 01:46,11 | 15. Nov. 2009 | Berlin           | Historie |
| 50 m Brust          | Emre Sakçı                                                             | Türkei      | 00:24,95 | 27. Dez. 2021 | Gaziantep        | Historie |
| 100 m Brust         | Ilja Schymanowitsch                                                    | Belarus     | 00:55,28 | 26. Nov. 2021 | Eindhoven        | Historie |
| 200 m Brust         | Kirill Prigoda                                                         | Russland    | 02:00,16 | 13. Dez. 2018 | Hangzhou         | Historie |
| 50 m Schmetterling  | Noè Ponti                                                              | Schweiz     | 00:21,32 | 11. Dez. 2024 | Budapest         | Historie |
| 100 m Schmetterling | Noè Ponti                                                              | Schweiz     | 00:47,71 | 14. Dez. 2024 | Budapest         | Historie |
| 200 m Schmetterling | Alberto Razzetti                                                       | Italien     | 01:48,64 | 12. Dez. 2024 | Budapest         | Historie |
| 100 m Lagen         | Wladimir Morosow                                                       | Russland    | 00:50,26 | 9. Nov. 2018  | Tokio            | Historie |
| 200 m Lagen         | Léon Marchand                                                          | Frankreich  | 01:48,88 | 1. Nov. 2024  | Singapur         | Historie |
| 400 m Lagen         | László Cseh                                                            | Ungarn      | 03:57,27 | 11. Dez. 2009 | Istanbul         | Historie |
| 4 × 50 m Freistil   | Bernard, Gilot, Leveaux, Bousquet                                      | Frankreich  | 01:20,77 | 14. Dez. 2008 | Rijeka           | Historie |
| 4 × 100 m Freistil  | Alessandro Miressi, Paolo Conte Bonin, Leonardo Deplano, Thomas Ceccon | Italien     | 03:02,75 | 13. Dez. 2022 | Melbourne        | Historie |
| 4 × 200 m Freistil  | Lobinzew, Isotow, Lagunow, Suchorukow                                  | Russland    | 06:49,04 | 16. Dez. 2010 | Dubai            | Historie |
| 4 × 50 m Lagen      | Lorenzo Mora, Nicolò Martinenghi, Matteo Rivolta, Leonardo Deplano     | Italien     | 01:29,72 | 17. Dez. 2022 | Melbourne        | Historie |
| 4 × 100 m Lagen     | Donez, Geibel, Korotyschkin, Isotow                                    | Russland    | 03:19,16 | 20. Dez. 2009 | Sankt Petersburg | Historie |

## Kurzbahneuroparekorde Frauen
| Disziplin           | Sportler                                        | Nation      | Zeit     | Datum         | Ort       | Historie |
| ------------------- | ----------------------------------------------- | ----------- | -------- | ------------- | --------- | -------- |
| 50 m Freistil       | Ranomi Kromowidjojo                             | Niederlande | 00:22,93 | 7. Aug. 2017  | Berlin    | Historie |
| 100 m Freistil      | Sarah Sjöström                                  | Schweden    | 00:50,58 | 11. Aug. 2017 | Eindhoven | Historie |
| 200 m Freistil      | Sarah Sjöström                                  | Schweden    | 01:50,43 | 12. Aug. 2017 | Eindhoven | Historie |
| 400 m Freistil      | Mireia Belmonte                                 | Spanien     | 03:54,52 | 11. Aug. 2013 | Berlin    | Historie |
| 800 m Freistil      | Mireia Belmonte                                 | Spanien     | 07:59,34 | 10. Aug. 2013 | Berlin    | Historie |
| 1500 m Freistil     | Mireia Belmonte                                 | Spanien     | 15:19,71 | 12. Dez. 2014 | Sabadell  | Historie |
| 50 m Rücken         | Kira Toussaint                                  | Niederlande | 00:25,60 | 14. Nov. 2020 | Budapest  | Historie |
| 50 m Rücken         | Maria Kameneva                                  | Russland    | 00:25,60 | 24. Nov. 2022 | Kasan     | Historie |
| 100 m Rücken        | Katinka Hosszú                                  | Ungarn      | 00:55,03 | 4. Dez. 2014  | Doha      | Historie |
| 200 m Rücken        | Katinka Hosszú                                  | Ungarn      | 01:59,23 | 5. Dez. 2014  | Doha      | Historie |
| 50 m Brust          | Rūta Meilutytė                                  | Litauen     | 00:28,37 | 17. Dez. 2022 | Melbourne | Historie |
| 100 m Brust         | Rūta Meilutytė                                  | Litauen     | 01:02,36 | 12. Okt. 2013 | Moskau    | Historie |
| 200 m Brust         | Rikke Møller Pedersen                           | Dänemark    | 02:15,21 | 13. Dez. 2013 | Herning   | Historie |
| 50 m Schmetterling  | Therese Alshammar                               | Schweden    | 00:24,38 | 22. Nov. 2009 | Singapur  | Historie |
| 100 m Schmetterling | Sarah Sjöström                                  | Schweden    | 00:54,61 | 7. Dez. 2014  | Doha      | Historie |
| 200 m Schmetterling | Mireia Belmonte                                 | Spanien     | 01:59,61 | 3. Dez. 2014  | Doha      | Historie |
| 100 m Lagen         | Katinka Hosszú                                  | Ungarn      | 00:56,51 | 7. Aug. 2017  | Berlin    | Historie |
| 200 m Lagen         | Katinka Hosszú                                  | Ungarn      | 02:01,86 | 6. Dez. 2014  | Doha      | Historie |
| 400 m Lagen         | Mireia Belmonte                                 | Spanien     | 04:18,94 | 12. Aug. 2017 | Eindhoven | Historie |
| 4 × 50 m Freistil   | Kromowidjojo, de Waard, Busch, Heemskerk        | Niederlande | 01:32,50 | 12. Dez. 2020 | Eindhoven | Historie |
| 4 × 100 m Freistil  | Dekker, Heemskerk, van der Meer, Kromowidjojo   | Niederlande | 03:26,53 | 5. Dez. 2014  | Doha      | Historie |
| 4 × 200 m Freistil  | Dekker, Heemskerk, Kromowidjojo, van Rouwendaal | Niederlande | 07:32,85 | 3. Dez. 2014  | Doha      | Historie |
| 4 × 50 m Lagen      | Hansson, L., Hansson, S., Sjöström, Coleman     | Schweden    | 01:42,38 | 17. Dez. 2021 | Abu Dhabi | Historie |
| 4 × 100 m Lagen     | Nielsen, Pedersen, Ottesen, Blume               | Dänemark    | 03:48,86 | 7. Dez. 2014  | Doha      | Historie |

## Kurzbahneuroparekorde Mixed-Staffeln
| Disziplin         | Sportler                                                             | Nation                       | Zeit     | Datum         | Ort       | Historie |
| ----------------- | -------------------------------------------------------------------- | ---------------------------- | -------- | ------------- | --------- | -------- |
| 4 × 50 m Freistil | Maxime Grousset, Florent Manaudou, Beryl Gastadello, Melanie Henique | Frankreich                   | 01:27,33 | 16. Dez. 2022 | Melbourne | Historie |
| 4 × 50 m Lagen    | Miron Lifinzew, Kirill Prigoda, Arina Surkova, Daria Trofimova       | Neutral Independent Athletes | 01:35,36 | 11. Dez. 2024 | Budapest  | Historie |